# Johannes Schnegg
Johannes Schnegg, auch Hans Schnegg (* 1875 in Ansbach; † 1950 in Freising) war ein deutscher Brauwissenschaftler.

## Leben
Schnegg begann seine berufliche Laufbahn 1902 als Laborassistent an der Hochschule Weihenstephan. Bereits zwei Jahre später wurde er mit der Leitung des Labors für Mikroskopie und Gärungsphysiologie betraut. Von 1913 bis 1948 lehrte Schnegg in Weihenstephan als Professor. Von 1933 bis 1946 war er Leiter der Brautechnischen Abteilung der Hochschule.
Schnegg forschte zu Fragen der Hefereinzucht und der Hygiene im Brauereiwesen; insbesondere zur Desinfektionstechnik im Brauereibetrieb und Verfahren zur mikrobiologischen Kontrolle der Pilzausbreitung.
Daneben war er auch Verfasser allgemeiner pilzkundlicher Bücher.
Für seine Verdienste wurde Schnegg zum Ehrenbürger der Stadt Freising ernannt. Zudem wurde im nordwestlichen Stadtgebiet eine Straße nach ihm benannt.

## Schriften (Auswahl)
- Die deutsche Edelpilzzucht. 1916.
- Die eßbaren Pilze und deren Bedeutung für unsere Volkswirtschaft und als Nahrungsmittel unter Berücksichtigung der giftigen Pilze und Pilzvergiftgn. 1916.
- Unsere Giftpilze und ihre essbaren Doppelgänger. 1916/17.
- Unsere Speisepilze. 1917.
- Das mikroskopische Praktikum des Brauers: Anleitung zum eingehenderen Studium der Brauereirohstoffe und Gärungsorganismen. 1921.
- Die Desinfektionstechnik im Brauereibetrieb mit Einbeziehung der Sterilisationstechnik für das biologische Betriebslaboratorium. 1946.
- Die Hefereinzucht. 1944/1947/1952.